# Coprinellus bipellis
Coprinellus bipellis es una especie  de hongo en la familia Psathyrellaceae. Fue descripto por primera vez como Coprinus bipellis por Henri Romagnesi en 1976, y posteriormente fue transferido al género Coprinellus en 2006.